# Étoile de Bessèges 2015
L'Étoile de Bessèges 2015, 45a edició de l'Étoile de Bessèges, es va disputar entre el 4 i el 8 de febrer de 2015 sobre un recorregut de 622 km repartits entre cinc etapes. La cursa formava part del calendari de l'UCI Europa Tour 2015, amb una categoria 2.1.
La cursa fou guanyada pel luxemburguès Bob Jungels (Trek Factory Racing), vencedor de la contrarellotge de la darrera etapa, amb nou segons d'avantatge sobre el francès Tony Gallopin i deu sobre el belga Kris Boeckmans, ambdós del Lotto Soudal.
En les classificacions secundàries, Julien Loubet (Marseille 13 KTM) s'adjudicà la classificació de la muntanya, Edward Theuns (Topsport Vlaanderen-Baloise) la dels punts, Alexis Gougeard (AG2R La Mondiale) la dels joves i el Trek Factory Racing fou el millor equip.

## Equips
L'organització comunicà la llista dels 20 equips convidats el 6 de desembre de 2014.

- 4 equips World Tour: AG2R La Mondiale, FDJ, Lotto Soudal, Trek Factory Racing
- 8 equips continentals professionals: Bretagne-Séché Environnement, CCC Sprandi Polkowice, Caja Rural-Seguros RGA, Cofidis, Colombia, Team Europcar, Topsport Vlaanderen-Baloise, Wanty-Groupe Gobert
- 8 equips continentals: Armée de Terre Cyclisme, Auber 93, Team Marseille 13-KTM, Roubaix Lille Métropole, Roth-Skoda, An Post-ChainReaction, Veranclassic-Ekoi, Wallonie-Bruxelles

## Etapes
| Etapa    | Data        | Recorregut            |                   | Km  | Vencedor d'etapa     | Líder de la general  | Ref.        |
| -------- | ----------- | --------------------- | ----------------- | --- | -------------------- | -------------------- | ----------- |
| 1ª etapa | 4 de febrer | Bèlagarda - Bèlagarda | Etapa plana       | 154 | Kris Boeckmans (BEL) | Kris Boeckmans (BEL) | [ 3 ]       |
| 2ª etapa | 5 de febrer | Nimes - Les Fumades   | Etapa plana       | 157 | Roy Jans (BEL)       | Kris Boeckmans (BEL) | [ 4 ]       |
| 3ª etapa | 6 de febrer | Bessèja - Bessèja     | Etapa accidentada | 152 | Bryan Coquard (FRA)  | Edward Theuns (BEL)  | [ 5 ]       |
| 4ª etapa | 7 de febrer | Laudun - Laudun       | Etapa accidentada | 147 | Tony Gallopin (FRA)  | Edward Theuns (BEL)  | [ 6 ]       |
| 5ª etapa | 8 de febrer | Alès - Alès           | Contrarellotge    | 12  | Bob Jungels (LUX)    | Bob Jungels (LUX)    | [ 1 ] [ 7 ] |

## Classificació final
|    | Ciclista              | Equip                       | Temps        |
| -- | --------------------- | --------------------------- | ------------ |
| 1  | Bob Jungels (LUX)     | Trek Factory                | 15 h 43' 21" |
| 2  | Tony Gallopin (FRA)   | Lotto-Soudal                | + 9"         |
| 3  | Kris Boeckmans (BEL)  | Lotto-Soudal                | + 10"        |
| 4  | Alexis Gougeard (FRA) | AG2R La Mondiale            | + 17"        |
| 5  | Edward Theuns (BEL)   | Topsport Vlaanderen-Baloise | + 20"        |
| 6  | Cyril Gautier (FRA)   | Europcar                    | + 22"        |
| 7  | Pierre Latour (FRA)   | AG2R La Mondiale            | + 30"        |
| 8  | Maxime Monfort (BEL)  | Lotto-Soudal                | + 31"        |
| 9  | Eliot Lietaer (BEL)   | Topsport Vlaanderen-Baloise | m. t.        |
| 10 | Pim Ligthart (NED)    | Lotto-Soudal                | + 35"        |